# Tehsil
Tehsil albo taluk (urdu : تحصیل) – jednostka podziału administracyjnego w Pakistanie. Tehsil jest drugim w kolejności (od najniższego), szczeblem administracji w Pakistanie. Każdy tehsil jest częścią większego okręgu – dystryktu (zila, zilah; urdu: ضلع). Każdy tehsil jest podzielony na kilka rad związkowych (union councils). 

## Prowincja Sindh
Termin tehsil stosowany jest w Pakistanie powszechnie. Wyjątkiem  jest prowincja Sindh, gdzie przeważa nazwa taluka (urdu: تعلقه), np. Larkana Taluka. 

## Dystrykt Malakand
W dystrykcie Malakand prowincji Chajber Pasztunchwa tehsil ma nieco inne znaczenie: poddystrykty (zila, zilah) mają dwa lub więcej okręgów złożonych z dwóch lub więcej tehsilów. Poddystrykty w Malakandzie odpowiadają tehsilom w reszcie kraju.